# اچ‌ام‌اس پاکتولوس (۱۸۱۳)
اچ‌ام‌اس پاکتولوس (۱۸۱۳) (به انگلیسی: HMS Pactolus (1813)) یک کشتی بود که طول آن ۱۵۰ فوت ۲ ۳⁄۴ اینچ (۴۵٫۸ متر) بود. این کشتی در سال ۱۸۱۳ ساخته شد.